# Robert Odongkara
Robert Odongkara (Kampala, 2 de setembro de 1989) é um futebolista profissional ugandense que atua como goleiro.

## Carreira
Robert Odongkara representou o elenco da Seleção Ugandense de Futebol no Campeonato Africano das Nações de 2017.